# 龚逢春
龚逢春（1908年—1978年12月1日），原名永录、字福畴，陕西城固上元观人，中国近代政治人物。

## 生平
龚逢春1928年自陕西省立第一师范学校毕业后，回家乡城固的第一高等小学任教。1930年加入中国共产党。1931年曾到杨虎城部下赵寿山旅做地下工作。1932年5月，因被察觉而离开。同年，出任陕南军委宣传部长。1933年，到耀县加入杨虎城部下王泰吉骑兵团，参加耀县起义，并参与组建西北抗日义勇军。此后，历任西北抗日义勇军政治部科长、政治部主任，红二十六军政治部主任，中共陕甘边区特委宣传部部长，陕甘边区工农红军游击队第二路政委，保安县县委书记，中共陕北省委宣传部长等职。1937年起，又历任西北保卫局侦察科长、中共中央西北局驻榆林地区特派员，中共晋察冀区委宣传部部长，晋西北区党委组织部长、武装部长、代理宣传部长、社会部长等。1942年起，又先后担任中共中央晋绥分局宣传部长、社会部长、组织部长、党校校长。1949年，出任川西北军政委员会委员。
中华人民共和国成立后，龚逢春曾任中共川西区委第三书记、川西区土改委员会主任、西南军政委员会委员、西南行政委员会委员。1952年至1954年间任中共中央西南局组织部第一副部长、党校校长。1954年起任中央第七中级党校校长、中共四川省委委员、四川省政协副主席。1958年出任中共四川省委党校校长。1963年起担任中共中央直属高级党校副校长。此外，他还是第五届全国政协常委。1978年在北京逝世，终年70岁。